# Wilhelm Zöpf
Wilhelm Zöpf (Múnich, Alemania; 11 de marzo de 1908 - 7 de julio de 1980), conocido como "Willy", fue un oficial alemán de las SS nazis, participante en el Holocausto judío de la Segunda Guerra Mundial.
Zöpf ingresó a la SS con el número de ficha 278875 y con el número 2949263 al Partido Nazi. En 1940 fue nombrado Asesor de la Sección de Berlín de la Gestapo (Stapoleitstelle). El 8 de enero de 1941 fue nombrado Asesor Regional para las colonias alemanas en África. En febrero de ese mismo año fue promovido a la Escuela de Líderes de la  SIPO (Policía del Orden) en Berlín - Charlottenburg. 
Como SS Hauptsturmführer (Capitán), Willy Zöpf fue nombrado en enero de 1942 Jefe de la Sección IVB4, la Oficina de Asuntos Judíos de Adolf Eichmann en La Haya, Holanda. El 9 de noviembre de 1942 fue ascendido a SS Sturmbannführer (Mayor).
No fue acusado de ningún cargo hasta junio de 1963, siendo arrestado en 1965 en Múnich. Enjuiciado en Bonn en 1967, entonces parte de Alemania Occidental, fue sentenciado el 24 de febrero de dicho año a cumplir nueve años de prisión por complicidad en las deportaciones neerlandesas junto a Wilhelm Harster y Gertrud Slottke. 
- Datos: Q89985
- Multimedia: Wilhelm Zoepf / Q89985